# Karacasu
Karacasu là một huyện thuộc tỉnh Aydın, Thổ Nhĩ Kỳ. Huyện có diện tích 790 km² và dân số thời điểm năm 2007 là 21447 người, mật độ 27 người/km².